# Banco de Bilbao
El Banco de Bilbao va ser una entitat bancària fundada a Bilbao en 1857 i que va donar origen (a través de successives fusions) a l'actual Banco Bilbao Vizcaya Argentaria, S.A. (BBVA)

## Fundació
En 1856, un grup de comerciants i industrials de Bilbao, integrats en la Junta de Comerç de la capital biscaïna, va decidir fundar un banc a la ciutat amb capital únicament local, enfront dels projectes del Credit Mobilier francès, amb el suport d'alguns empresaris bilbaïns, de crear una sucursal a Bilbao d'aquesta entitat que tingués una participació minoritària de capitals de la Vila. Els seus promotors s'emparaven en la recent llei de bancs d'emissió de 28 de gener de 1856, que eliminava el monopoli del Banc d'Espanya (fins llavors denominat Banco de San Fernando) en el sector financer. En efecte, l'esmentada llei va permetre l'obertura d'entitats d'emissió i descompte en aquelles ciutats en les quals no hi hagués prèviament establertes sucursals del Banco de San Fernando o bancs independents, amb la limitació de crear un banc emissor per plaça.
Els fundadors van formular el 19 d'abril de 1856 el projecte de fundació davant notari i el 16 d'abril de 1857 van atorgar l'escriptura pública de constitució. Finalment, el 19 de maig de 1857 la reina Isabel II va signar el corresponent decret d'autorització.
El Banc es va constituir amb un capital de vuit milions de rals, i les accions van ser subscrites per algunes de les principals famílies de comercials i industrials de l'època: Ybarra, Zubiría, Epalza, Arellano, Urien, Zabálburu, Orbegozo, Ingunza, Mac Maó, Uhagón, Aguirre, Yohn, Lund i Mendiguren.

## Creació i consolidació
La primera oficina del Banc es va obrir al públic el 24 d'agost de 1857 en un baixos del número 7 del carrer de l'Estufa (avui Viuda de Epalza). El Banc comptava, en la seva inauguració, amb quinze empleats i amb un Consell d'Administració format per deu persones, entre ells algunes de les principals figures de l'època a la ciutat, com Pablo de Epalza, principal promotor del projecte i primer president de l'entitat, Felipe de Uhagón (alcalde de la Vila posteriorment) o Gabriel de Ybarra. L'1 d'octubre de 1857 van passar al número 22 del Carrer de la Ribera.
En 1862 va començar la construcció de la seu del Banc a la plaça de San Nicolás. El projecte de l'arquitecte francès Lavalle es va finalitzar en 1868, si bé va ser objecte de dues ampliacions posteriors fins a 1898 dissenyades per Severino de Achúcarro i Enrique Epalza. Les oficines es van obrir al públic el 8 de gener de 1868, i cal destacar que aquest edifici continua sent la seu social del BBVA, encara que les operacions bancàries es van traslladar el 24 d'agost de 1957 a un magnífic edifici en el número 12 de la Gran Via, obra de Pedro Guimón i Ricardo Bastida Bilbao.
Des de la seva constitució, el banc va participar en el finançament de notables projectes de desenvolupament lligats a la industrialització de Biscaia, com a les Drassanes Euskalduna, La Naval, Altos Hornos de Vizcaya, Naviliera Sota i Aznar, Assegurances La Polar, La Basconia, etc., o de creació d'infraestructures, com la construcció del Port Exterior de Bilbao, el ferrocarril Bilbao-Tudela, la línia del ferrocarril de Bilbao a la Robla (Lleó), etc.
En 1878, el Banc va perdre la capacitat d'emissió, i es va reorganitzar com a banc de préstecs i descompte, en haver assumit el Banc d'Espanya el monopoli d'emissió. En 1901, es va fusionar amb el Banco del Comercio, que havia estat fundat a Bilbao en 1891, si bé aquesta signatura no va desaparèixer i va mantenir la seva personalitat jurídica, passant les seves accions al Banco de Bilbao i mantenint-se com a segona marca de l'entitat fins a l'any 2000. Aquesta seria la primera de les múltiples adquisicions que protagonitzaria el Banco de Bilbao al llarg del segle xx.

## Entitats adquirides pel Banco de Bilbao
- Banca Fernández-Llamazares (de Lleó), en 1924;
- Banca Nieto de P. Martín Moreno (de Ciudad Real), la Banca Luis Pozuelo (La Laguna) i la Banca José Sáenz Azores (Mérida), en 1942;
- Pablo Camacho Alcarazo (a Tomelloso) en 1943;
- Juan Merle Sucesores (Dénia) i Viuda de Clemente Alvira (Guadalajara) en 1945;
- Banca Aramburu Hermanos (Cadis), Banca Perxas y Compañía (Figueres) i Banca Anacleto Carbajoso (Toro) en 1947;
- El Banc de Borriana, Herederos de Antonio Riudrejo (Sanlúcar de Barrameda), i Banca Payeras en 1948;
- Foment Agrícola de Mallorca en 1949;
- Banca Miñón Hermanos (Andújar), José Onieva Ruiz, i Sucesores de José Balaguer en 1952;
- El Banco de La Corunya, el Banco de Irún, el Banco Castellano i el Banco Asturiano de la Industria y el Comercio (tots absorbits en 1970, si bé hi participava amb anterioritat, en algun cas des de 1942);
- El Banco de Promoción de Negocios (adquirit al Fons de Garantia de Dipòsits en 1981);
- El Banco Oeste, el Banco Latino i el Banco de Extremadura (adquirits en 1984 a conseqüència de l'expropiació de RUMASA);
- La Banca Mas Sardá (adquirida en 1985 al Fons de Garantia de Dipòsits);
- El Banco del Oeste, i el Banco de Huesca (adquirit en 1979 i venut en 1988). La fitxa bancària d'aquest últim es va convertir en l'empleada per crear, per un inversor particular, l'entitat desapareguda "Banco Inversión".

Així mateix, va constituir el Banco Industrial de Bilbao en 1967 amb la finalitat de promoure l'activitat industrial.

## Expansió
El Banc va ser pioner a Espanya en aconseguir presència internacional, mitjançant l'obertura en 1902 d'una sucursal a París, d'una oficina a Londres en 1918 i d'una sucursal a Tànger en 1921. D'altra banda, en els primers anys del segle es van succeir diversos intents per obrir agències conjuntes amb la Societat d'Assegurances La Polar a Sant Sebastià, Madrid i Londres. Després del fracàs d'aquests intents, el Consell d'Administració de 7 d'abril de 1909 va acordar l'obertura d'agències a Gernika, Durango, Balmaseda, Markina-Xemein, Bermeo, Ondarroa, Lekeitio, Plentzia, Orduña, Mungia, Laudio, Castro Urdiales i Miranda de Ebro. A aquesta obertura li va seguir, en virtut de l'acord del Consell de 28 de setembre de 1911, la de les agències de Dima, Muskiz, Sestao i Amorebieta.
L'expansió va continuar mitjançant l'obertura d'una sucursal a Vitòria, en 1913, a la qual per fi seguiria una oficina a Madrid en 1918. Després d'aquesta obertura, i a conseqüència de la participació del Banc en les obres de construcció de la Gran Via (Madrid), l'entitat va determinar obrir una nova seu en 1923 al Carrer d'Alcalá de la capital en un monumental edifici dissenyat per Ricardo Bastida Bilbao. Ja en 1981, el Banc traslladaria la seva seu a Madrid a la Torre del Banco de Bilbao en el complex Azca, després de la finalització de les obres de construcció de l'edifici dissenyat per Francisco Javier Sáenz de Oiza.
Cal destacar, finalment, que el Banc de Bilbao va ser l'entitat que va introduir la targeta de crèdit a Espanya, fins llavors totalment desconeguda a Europa excepte a la Gran Bretanya. Així, en 1971 va començar l'emissió de la targeta BankAmericard (que posteriorment es transformaria en VISA), i, a través dels notables esforços emprats en la seva promoció, va aconseguir en pocs anys que s'emprés massivament i que Espanya es col·loqués en els primers llocs del món en l'ús de targetes de crèdit.

## Fusió amb el Banco de Viscaya
L'alt grau d'internacionalització que va arribar a adquirir el Banc, i l'obertura de l'economia espanyola que portaria amb si l'ingrés en la CEE en 1986, va portar al Banc a buscar una fusió amb una altra entitat nacional d'importància que li permetés adquirir una grandària suficient per continuar la seva expansió internacional i competir amb les grans entitats europees, tant al mercat nacional com a Europa i Iberoamèrica. Fins llavors, totes les entitats que havia adquirit eren bancs regionals o amb problemes de solvència, tots ells d'escassa grandària i entitat.
En 1986, sota la presidència de José Ángel Sánchez Asiaín, es va dissenyar un pla a aquest efecte que preveia diverses possibilitats de fusió, de les quals finalment es va optar per la fusió amb el Banco Español de Crèdito (Banesto).
En 1987 el Banc va formular una Oferta Pública d'Adquisició (OPA) hostil sobre les accions de Banesto, però l'operació va fracassar a causa de la inesperada oposició del Consell d'Administració de Banesto, liderada per Mario Conde. El procediment escollit per a l'operació -una OPA "hostil"- va resultar un escàndol en la seva època i provocà el rebuig de la resta del sector, acostumat fins llavors als "pactes entre cavallers" com a forma habitual d'actuació, fins al punt que el Banco Central es va sumar a la defensa de Banesto formulant una "contraopa" que limitava les possibilitats de la llançada pel Bilbao.
Finalment, davant el fracàs definitiu de l'operació sobre Banesto, en 1988 es va acordar amb el Banc de Vizcaya la fusió -en termes d'igualtat- d'ambdues entitats, que donaria lloc a una nova entitat, el Banc Bilbao Biscaia, S. a., BBV, a partir de 1989.

## Galeria d'imatges

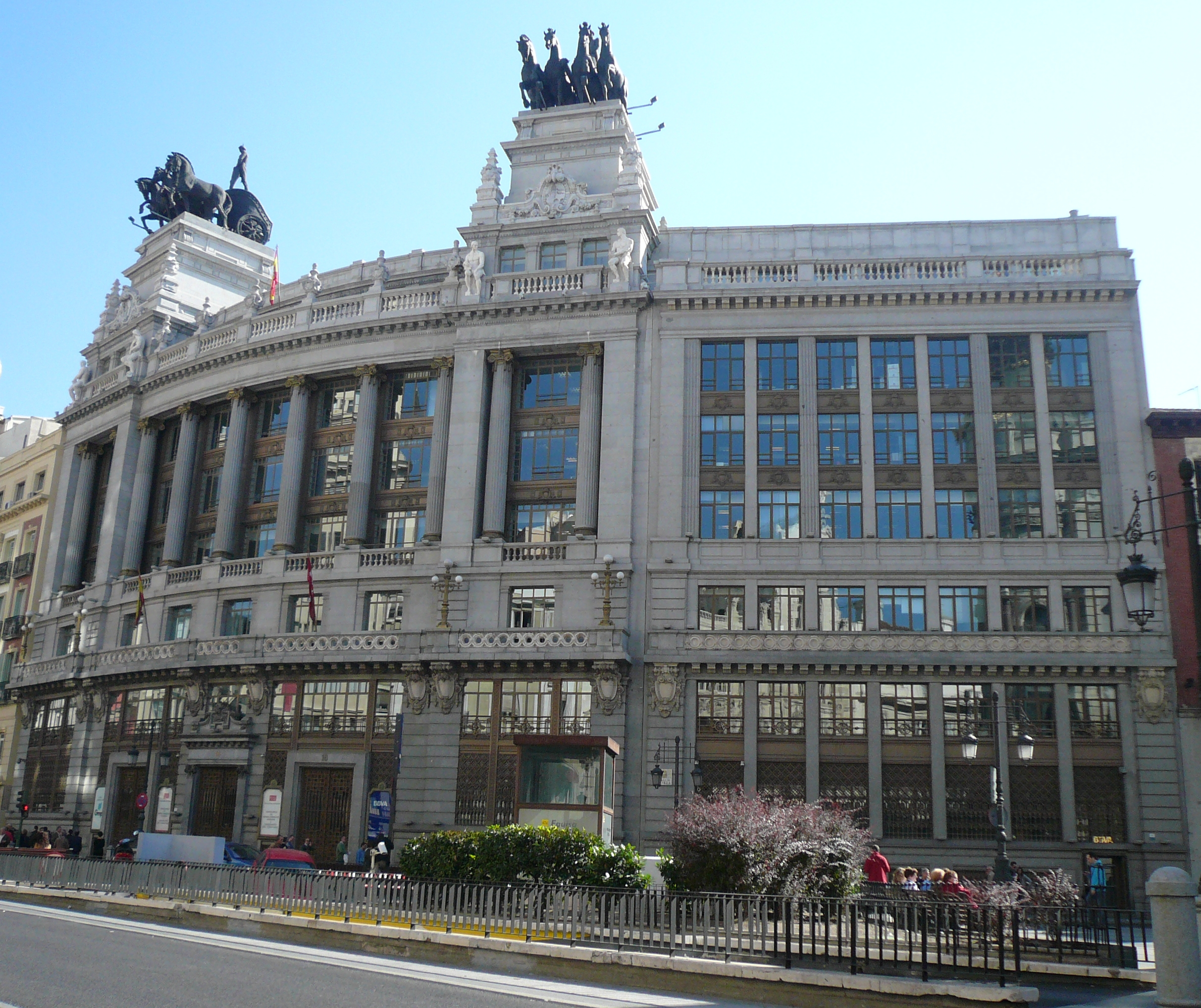
Edifici del Banco de Bilbao al Carrer Alcalá 16 de Madrid
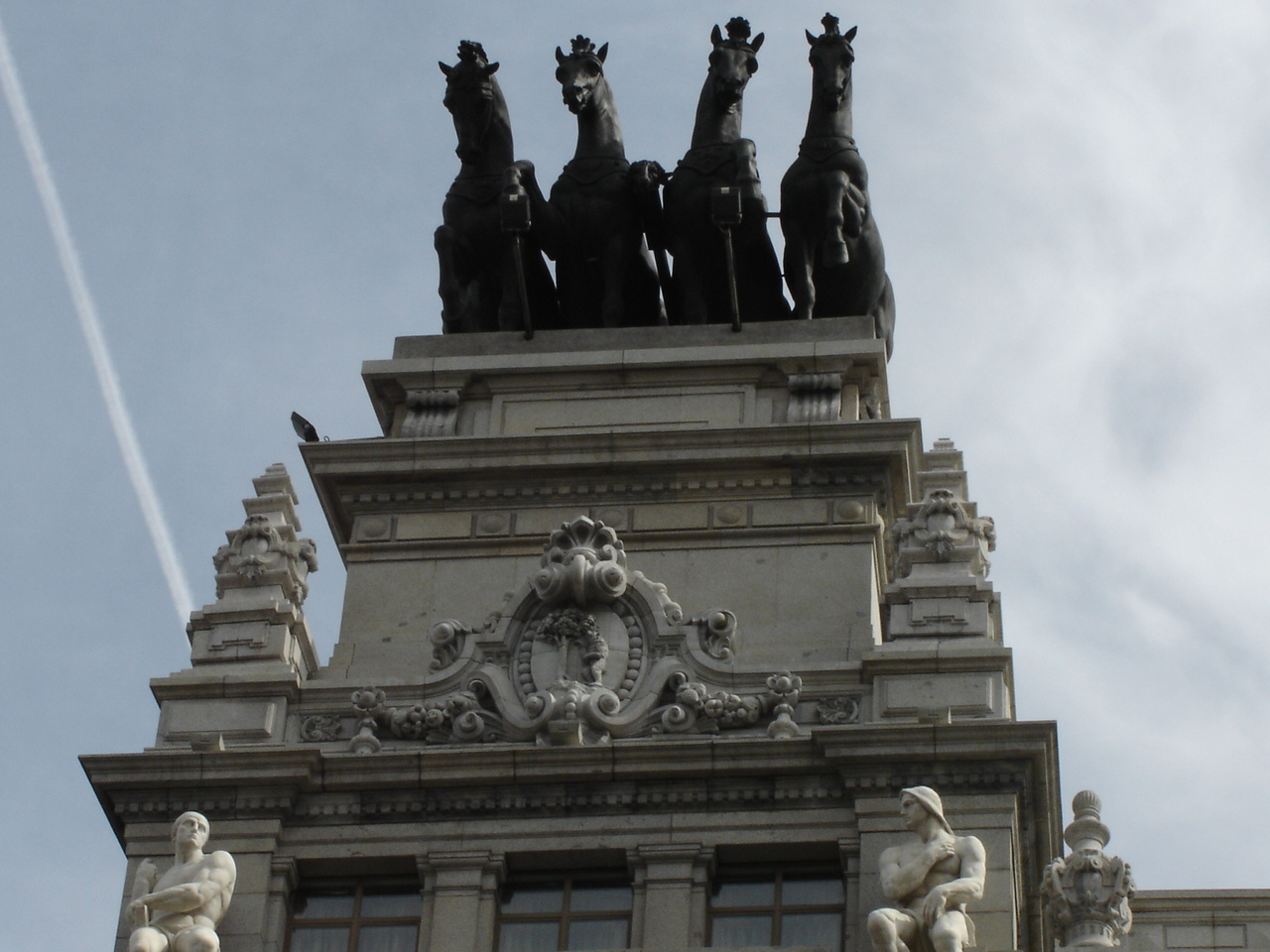
Quàdriga al terrat del Banco al Carrer Alcalá
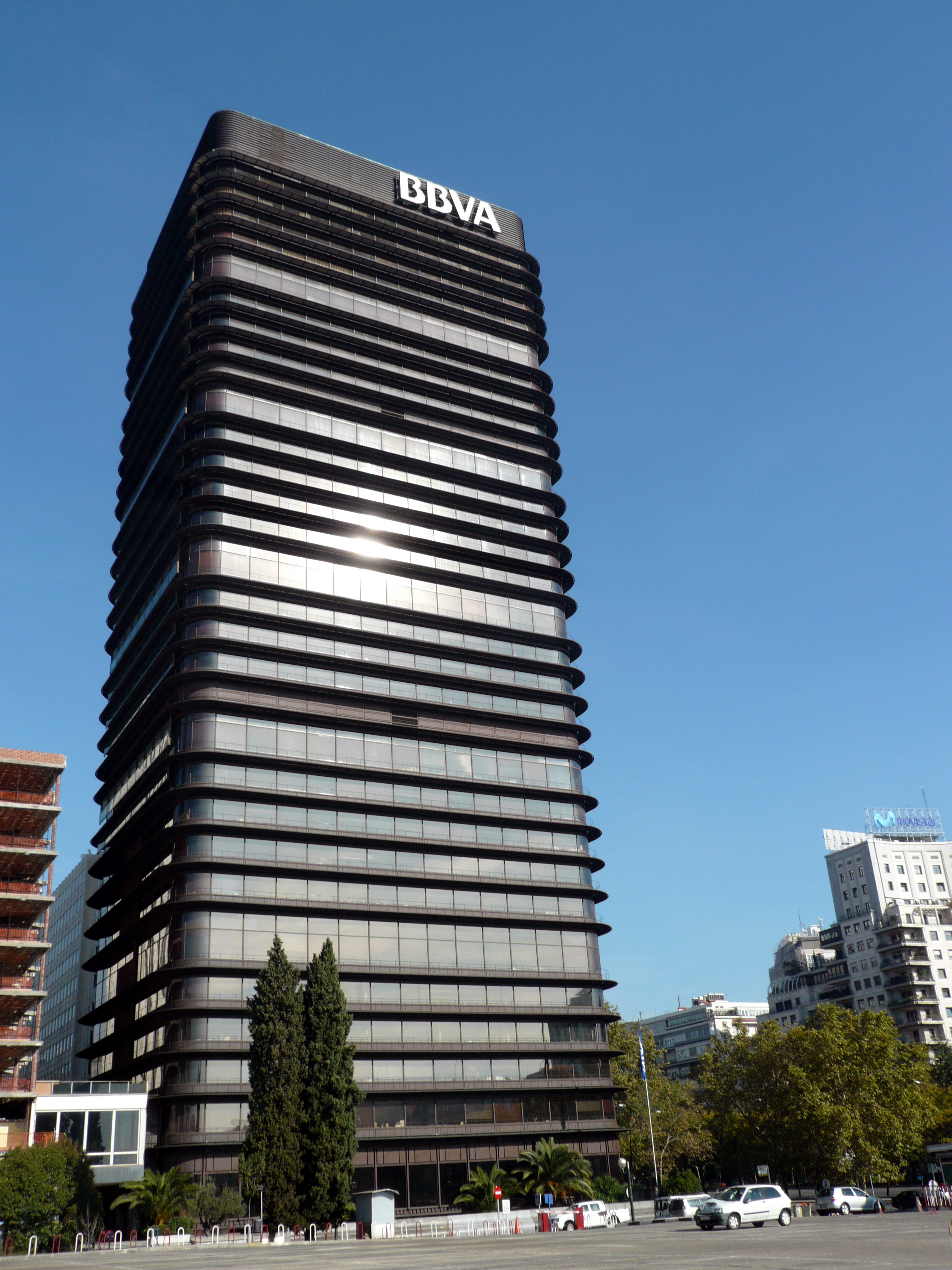
Torre del Banco de Bilbao a AZCA (Madrid)
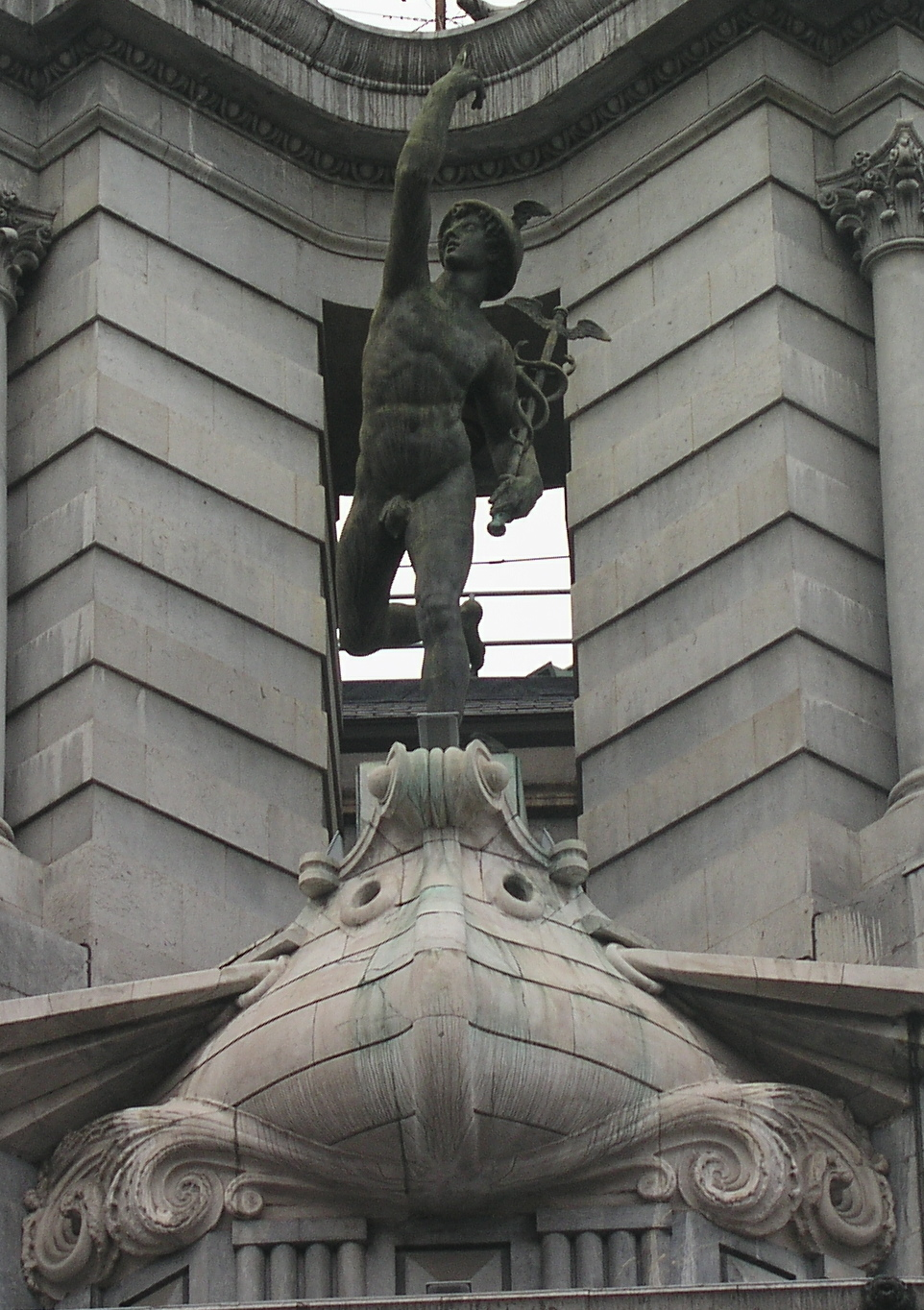
Estàtua de Mercuri a l'edifici del Banco de Bilbao a Gran Vía, Bilbao